# Шильна
Шильна — река в России, протекает в Республике Татарстан по территории городского округа Набережные Челны и Тукаевского района. Левый приток Камы.

## Описание
Образуется слиянием рек Ордиушка и Шильнебаш в километре от промзоны КАМАЗа и от автодороги М-7 (Волга). Течёт на север, у деревни Малая Шильна поворачивает на запад. Устье реки находится в 78 км по левому берегу Камы (Нижнекамское водохранилище) у мкрн. 50А на северной окраине города. Длина реки составляет 49 км, площадь водосборного бассейна 326 км².
Основные притоки: Бескачанка и Калмашка.

## Данные водного реестра
По данным государственного водного реестра России относится к Камскому бассейновому округу, водохозяйственный участок реки — Ик от истока и до устья, речной подбассейн реки — бассейны притоков Камы до впадения Белой. Речной бассейн реки — Кама.
По данным геоинформационной системы водохозяйственного районирования территории РФ, подготовленной Федеральным агентством водных ресурсов:
- Код водного объекта в государственном водном реестре — 10010101312111100029036